# Kroger
The Kroger Co. (NYSE : KR) est une entreprise de grande distribution américaine, fondée par Bernard Kroger en 1883 à Cincinnati.

## Histoire

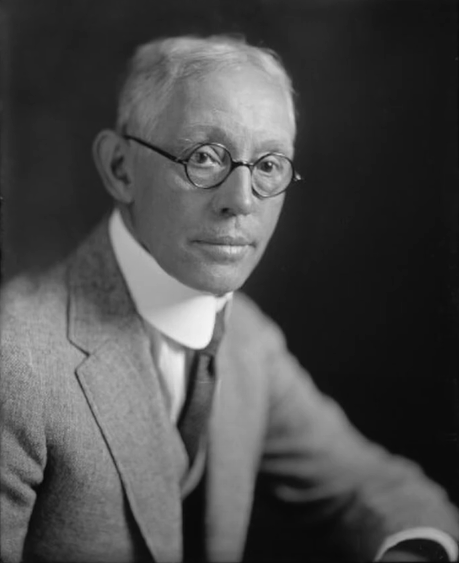
Bernard Heinrich Kroger

L'entreprise est fondée par Bernard Kroger en 1883 à Cincinnati.
En juillet 2013, Kroger annonce la prise de contrôle de Harris Teeter, une entreprise de grandes distributions du sud-est des États-Unis, pour 2,5 milliards de dollars.
En juillet 2014, Kroger acquiert l'entreprise Vitacost.com, un distributeur de produits paramédicaux en ligne, pour 280 millions de dollars.
En novembre 2015, Kroger acquiert pour 800 millions de dollars Roundy, une chaîne de supermarché américaine, ayant 150 magasins et 100 pharmacies.
En février 2018, Kroger annonce la vente de ses activités de commerce de proximité au fonds d'investissements EG Group pour 2,15 milliards de dollars. En août 2018, Kroger lance la vente en ligne de ses produits "Simple Truth" sur la place de marché chinoise Alibaba, sortant pour la première fois des frontières américaines.
En octobre 2022, Kroger annonce l'acquisition d'Albertsons, pour 25 milliards de dollars, créant un groupe de près de 5 000 magasins. En décembre 2024, cette dernière acquisition est rejetée lors de recours judicaires lancés par les autorités américaines.

### Identité visuelle

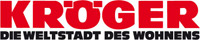
Logo de Kroger du 23 août 1935 au 31 janvier 1939.
Logo de Kroger du 31 juillet 1939 au 31 août 1961.
Logo de Kroger du 27 août 2001 au 30 juillet 2014.
Logo de Kroger du 28 août 1961 au 20 juillet 2019.

## Principaux actionnaires
Au 13 août 2021
| The Vanguard Group                | 9,36% |
| Berkshire Hathaway                | 6,83% |
| SSgA Management                   | 5,14% |
| Transamerica Corp.                | 2,77% |
| BlackRock Fund Advisors           | 2,74% |
| Renaissance Technologies LLC      | 2,3%  |
| Pacific Financial Research, Inc.  | 2,17% |
| LSV Asset Management              | 2,13% |
| Geode Capital Management LLC      | 1,76% |
| NWQ Investment Management Co. LLC | 1,75% |